# ジャン＝クロード・メジエール
ジャン＝クロード・メジエール（Jean-Claude Mézières、1938年9月23日 - 2022年1月23日）は、フランスのバンド・デシネ作家(漫画家)。

## 生涯
パリ出身。兄の勧めで絵の世界に進み、エルジェ、アンドレ・フランカン、モリス、さらに後にはジジェやジャック・デイヴィスなどの漫画家に影響を受ける。応用美術の学校に学んだ後、イラストレーターとして本や雑誌の挿絵、広告などを手がける。生涯にわたり西部開拓時代に興味を持ち、1965年にはカウボーイを経験するためにアメリカ旅行を行った。この経験の影響は後期の作品に表れている。
フランスに戻ると、メジエールは幼なじみのピエール・クリスタンと組み、SF長大作『ヴァレリアン&ロールリンヌ』(Valérian and Laureline)の制作をはじめる。これは彼の作品で最もよく知られているもので、『スター・ウォーズ』をはじめ数多くのSF、ファンタジー作品に影響を与えている。メジエールはまたいくつかの映画でコンセプトデザインを手掛けており（1997年のリュック・ベッソン監督作品『フィフス・エレメント』が有名）、その一方で新聞、雑誌、広告のイラストレーションを多数制作した。彼はまたパリ第8大学で漫画制作の講義も受け持っていた。
メジエールは1984年のアングレーム国際漫画祭グランプリをはじめ数々の賞を受賞している。